# Celleporaria wakayamensis
Celleporaria wakayamensis is een mosdiertjessoort uit de familie van de Lepraliellidae. De wetenschappelijke naam van de soort is voor het eerst geldig gepubliceerd in 1938 door Okada & Mawatari.